# Glaucosciadium
Glaucosciadium, biljni rod iz porodice štitarki raširen po Sredozemlja, opisan je kao monotipičan 1949., ali je 2008. u njega pridodana jedna Iranska endemska vrsta

## Vrste
1. Glaucosciadium cordifolium (Boiss.) Burtt & Davis
2. Glaucosciadium insigne (Pimenov & Maassoumi) Spalik & S.R.Downie; iranski endem

## Sinonimi
- Mozaffariania Pimenov & Maassoumi; Bot. Zhurn. (Moscow & Leningrad) 87(11): 96 (2002)